# Göran Ragnerstam
Göran Axel Ragnerstam, född 7 november 1957 i Katarina församling, Stockholm, är en svensk skådespelare.

## Biografi
Ragnerstam bodde på Södermalm, innan han med sina föräldrar, sin tvillingbror och sin äldre bror flyttade till Kälvesta. Hans far arbetade på Posten och hans mor på Skatteverket. Fadern, som hade visst teaterintresse, brukade skådespela för barnen och uppmuntrade senare sonen att bli skådespelare.
I skolan och gymnasiet spelade Ragnerstam delvis teater, bland annat var han med att sätta upp rockoperan Tommy. Han spelade även teater som utbytesstudent i Seattle. Efter avslutad skolgång arbetade Ragnerstam ett tag vid Postens verkstäder innan han gjorde värnplikten. En annons om skådespelarutbildning lockade sedan honom att börja studera vid Kulturama. Därefter fortsatte han studera vid Teaterhögskolan i Malmö 1981-1984.
Han blev engagerad vid Göteborgs stadsteater och gjorde där åtskilliga titelroller, bland annat i Rickard III och Tartuffe. Han har spelat Jago i Othello på Stockholms stadsteater och Eddie i Utsikt från en bro på Uppsala Stadsteater. De senaste åren har han arbetat mycket med Lars Norén.
I början av sin karriär fick Ragnerstam ofta roller som lite udda och blyga ungdomar. Med åren han blivit alltmer känd för att spela annorlunda karaktärer, vilka inte sällan tangerar gränsen till det psykotiska eller rent psykopatiska. En av sina kanske mest skrämmande roller gjorde Ragnerstam i TV-serien Sjätte dagen (1999-2000) då han spelade en psykopatisk studierektor. Han har dock även medverkat i lättsammare produktioner, exempelvis som polisen Lasse i komedin Kopps (2003). Ragnerstam själv säger att han gillar att gestalta människor man inte riktigt förstår, vilket delvis var hans motivering till att medverka i kortfilmen Johnny, en produktion av Molkoms Folkhögskola med regi av Erik Järnberg Rååd och producerad av Anna Tjernström. Den medverkade i Novemberfestivalen 2010.

### Privatliv
Göran Ragnerstam var gift med skådespelaren Carina Boberg till hennes död 2020. De har dottern Matilda Ragnerstam, som också är skådespelare, samt en son. Ragnerstam var kusin till författaren Bunny Ragnerstam.

## Filmografi

### Filmer
- 1990 – Hem till byn
- 1993 – Hedda Gabler
- 1994 – Pillertrillaren
- 1995 – En på miljonen
- 1996 – Rusar i hans famn
- 1997 – Rika barn leka bäst
- 1997 – Solstenen
- 1997 – Svensson Svensson - filmen
- 1999 – God jul
- 1999 – To Be Continued (kortfilm)
- 1999 – Vägen ut
- 2000 – Judith (TV-serie)
- 2002 – Suxxess
- 2003 – Kopps
- 2003 – Kommer du med mig då?
- 2004 – Hotet
- 2005 – Vinterkyss
- 2006 – Wallander – Jokern
- 2006 – Offside
- 2006 – Pressure (kortfilm)
- 2007 – Arn - Tempelriddaren
- 2010 – Johnny (kortfilm)
- 2010 – Tusen gånger starkare
- 2011 – Maria Wern – Må döden sova
- 2013 – Bäst före
- 2016 – Den allvarsamma leken
- 2021 – Sune – Uppdrag midsommar
- 2021 – Suedi
- 2022 – Diorama

### TV-produktioner
- 1981 – Skål och välkommen (TV-serie)
- 1985 – Åshöjdens BK (TV-serie)
- 1987 – Lysande landning (TV-serie)
- 1990 – F-E-D-A (TV-serie)
- 1993 – Hedda Gabler
- 1996 – Torntuppen (TV-serie)
- 1996 – Ett sorts Hades (TV-teater)
- 1996 – Älskade Lotten (TV-serie)
- 1996 – En fyra för tre (TV-serie)
- 1997 – Emma åklagare (TV-serie) (gästroll)
- 1997 – Glappet (TV-serie)
- 1998 – Skärgårdsdoktorn (TV-serie) (gästroll)
- 1998 – Beck – Öga för öga (TV-film)
- 1998 – Personkrets 3:1
- 1998 – Pip-Larssons
- 1999 – Offerlamm (TV-serie)
- 1999 – Sjätte dagen
- 2000 – Judith (TV-serie)
- 2000 – Soldater i månsken (TV-serie)
- 2001 – Bekännelsen
- 2001 – Skuggpojkarna
- 2001 – Sjätte dagen
- 2002 – Pepparrotslandet (TV-serie)
- 2003 – Norrmalmstorg
- 2004 – Graven (TV-serie)
- 2004 – Lokalreportern (TV-serie)
- 2005 – Lovisa och Carl Michael
- 2006 – En fråga om liv och död (TV-serie)
- 2007 – Isprinsessan (TV-serie)
- 2009 – Morden (TV-serie)
- 2011 – Maria Wern - Må döden sova (TV-serie)
- 2012 – Hinsehäxan (TV-serie)
- 2013 – En pilgrims död (TV-serie)
- 2015–2017 – Jordskott (TV-serie)
- 2015 – Ängelby (TV-serie)
- 2016 – Finaste familjen (TV-serie) (gästroll)
- 2017–2018 – Vår tid är nu (TV-serie)
- 2020 – Älska mig (TV-serie)
- 2021 – Alla utom vi (TV-serie)
- 2022 – Harmonica (TV-serie)

## Teater

### Roller (ej komplett)
| År   | Roll                    | Produktion                                          | Regi                  | Teater                   |
| ---- | ----------------------- | --------------------------------------------------- | --------------------- | ------------------------ |
| 1983 |                         | Bent Martin Sherman                                 | Georg Malvius         | Örebro länsteater        |
| 2001 | Chandler Tate, regissör | Komisk talang (Comic Potential) Alan Ayckbourn      | Agneta Ehrensvärd     | Dramaten                 |
| 2014 | Devellin                | Kikkiland Dennis Magnusson                          | Dennis Sandin         | Göteborgs stadsteater    |
| 2016 | Anselme                 | Den girige (L'Avare ou l'École du mensonge) Molière | Gösta Ekman           | Dramaten                 |
| 2018 | Kloker, 439 år          | Snövit – för vuxna Staffan Valdemar Holm            | Staffan Valdemar Holm | Kulturhuset Stadsteatern |
| 2021 |                         | Den yttersta minuten Mattias Andersson              | Mattias Andersson     | Dramaten                 |
| 2022 | Mr Robinson             | Mandomsprovet (The Graduate) Terry Johnson          | Sunil Munshi          | Kulturhuset Stadsteatern |
| 2023 | Nils                    | Tiden är vårt hem Lars Norén                        | Eirik Stubø           | Kulturhuset Stadsteatern |
| 2024 | Fjodor Kulygin          | Tre systrar Anton Tjechov                           | Eirik Stubø           | Kulturhuset Stadsteatern |

## Priser och utmärkelser
- 1994 – Svenska Akademiens "Carl Åkermarks stipendium"
- 2002 – Guldbagge för bästa manliga biroll för sin medverkan i filmen Suxxess.[2]